# رونالد لی-هانت
رونالد لی-هانت (انگلیسی: Ronald Leigh-Hunt; ۵ اکتبر ۱۹۲۰ – ۱۲ سپتامبر ۲۰۰۵) یک هنرپیشه اهل انگلستان بود.

## بخشی از فیلمشناسی
از فیلم‌ها یا برنامه‌های تلویزیونی که وی در آن نقش داشته‌است می‌توان به آثار زیر اشاره کرد.
- اسکار وایلد (فیلم) (۱۹۶۰)
- دست (فیلم ۱۹۶۰) (۱۹۶۰)
- شخص خیلی مهم (فیلم) (۱۹۶۱)
- راز سوم (فیلم) (۱۹۶۴)
- کدو خور (۱۹۶۴)
- خارطوم (فیلم) (۱۹۶۶)
- لو مان (۱۹۷۱)
- طالع نحس (۱۹۷۶)
- رسالت ()
- فرانکنشتاین (فیلم ۱۹۹۲) (۱۹۹۲)